# Sapin de Noël
Pour les articles homonymes, voir Arbre de Noël.

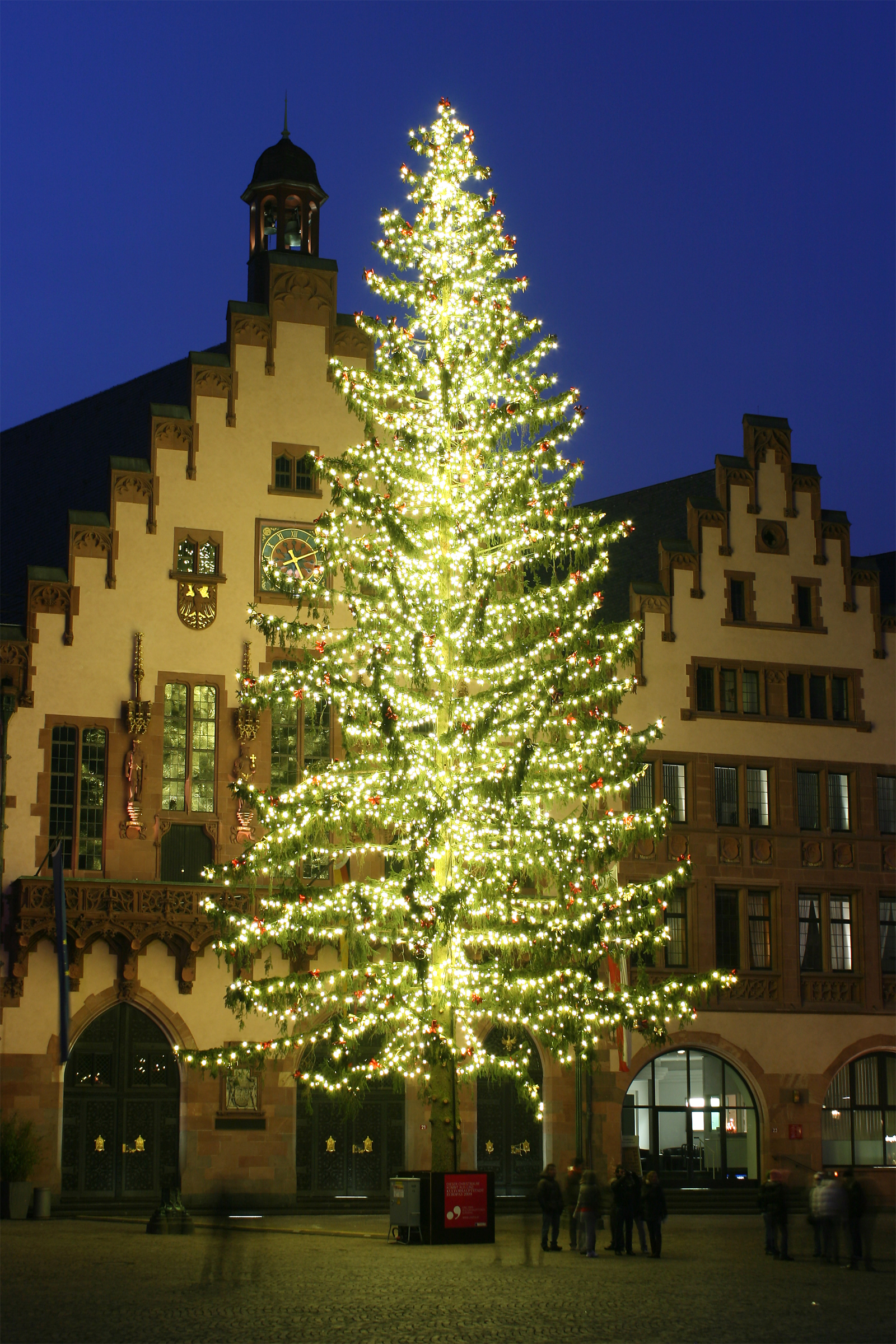
Le plus grand sapin de Noël allemand de l'année 2008 à Francfort-sur-le-Main.

Le sapin de Noël ou arbre de Noël est un arbre décoré, souvent un conifère à feuilles persistantes ou un arbre artificiel d'apparence similaire, associé à la célébration de Noël. 
La coutume de l'arbre de Noël apparaît dans les sources écrites à la fin du Moyen Âge dans les pays de culture germanique, en des lieux assez éloignés ce qui suggère une origine possiblement plus ancienne. Il s’agissait dans un premier temps d'un arbre érigé au centre d'une ville ou d'un village. Au cours du XVIIIe siècle, les protestants allemands transportent l'arbre, souvent une simple branche, dans leurs foyers pour des célébrations domestiques. À l'origine plutôt réservée aux classes supérieures, la tradition de l'arbre de Noël se popularise dans la seconde moitié du XIXe siècle à travers le reste de l'Europe et l'Amérique du Nord.
Aujourd'hui, il existe une grande variété d'ornements, tels que des guirlandes, des boules et des cannes de bonbon. L'arbre est souvent éclairé, autrefois par des bougies et aujourd'hui par des systèmes électriques. Un ange ou une étoile peut être placé au sommet de l'arbre pour représenter l'ange Gabriel ou l'étoile de Bethléem, symboles de la Nativité. Les symboles comestibles tels que le pain d'épice, le chocolat et diverses sucreries sont attachés aux branches avec des rubans.

## Histoire

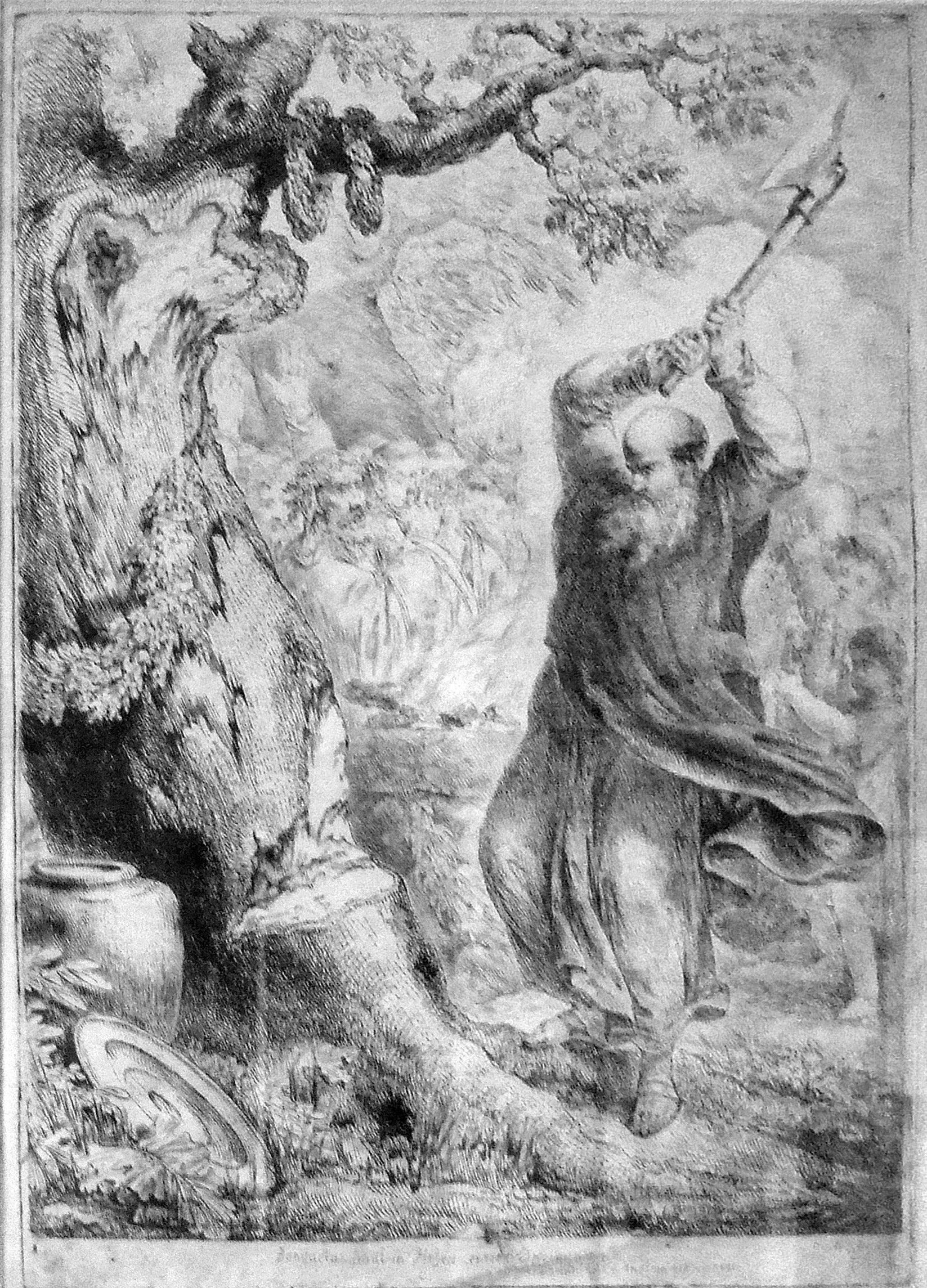
Boniface abattant le chêne de Thor.

### Origines mythiques
Les origines de la tradition du sapin de Noël ont longtemps interrogé les chercheurs et si la recherche a désormais établi que celle-ci puisent dans une combinaison de traditions liturgiques médiévales et de patronage de guildes auprès des communautés locales d'Europe centrale avant d'évoluer en pratique privée à partir du XVIe siècle, on a longtemps échafaudé des théories spéculatives qui ne reposent sur rien de tangible mais servent certains desseins confessionnels, nationalistes ou idéologiques. Néanmoins, ces « fantasmes historicistes » sur l’arbre de Noël demeurent largement répandus et restent aujourd'hui encore abondamment relayés par les médias contemporains.
Ainsi, au XIXe siècle, certains érudits allemands ont développé — à tort — l'idée selon laquelle l’arbre pouvait être attribué à la tradition païenne remontant à l’Antiquité germanique, à l'instar du théologien protestant Johannes Marbach qui, dans le premier ouvrage d'importance paru sur le sujet en 1858 et ayant fait florès, affirme sans avancer d'élément probant que non seulement l'arbre était une coutume populaire allemande préchrétienne, mais encore que cette tradition atteste d'une nation dont les traditions historiques remontent à la préhistoire. 
On retrouve cette théorie d'une coutume teutonique préchrétienne chez différents auteurs allemands comme Paulus Cassel (en), un érudit juif converti au protestantisme (1861) et Alexander Tille (en) (1893). L'objectif est de démontrer que les prétendues racines païennes teutoniques de l’arbre, symbole d'une identité allemande unifiée, en font un symbole commun à tous les Allemands. 

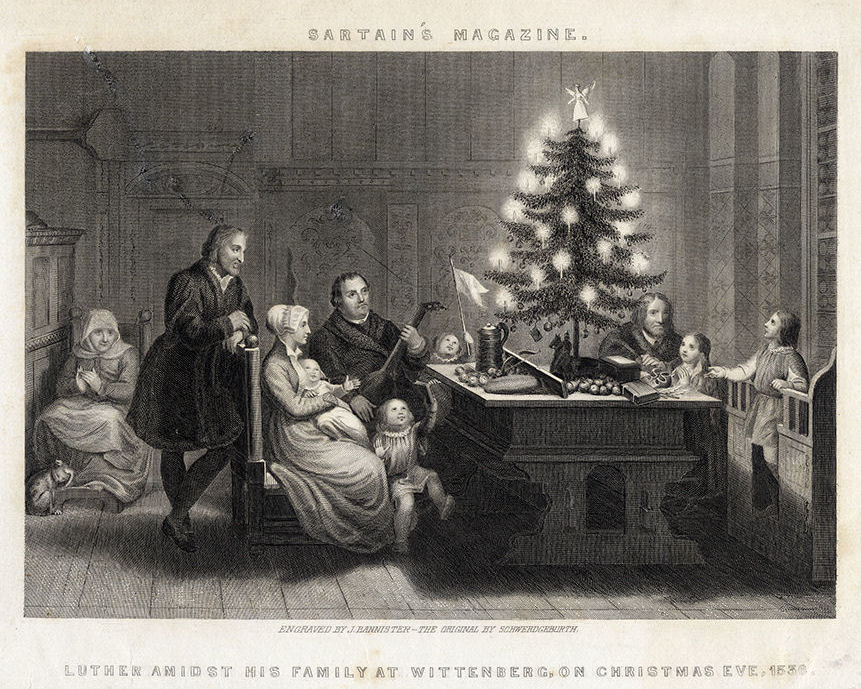
L'arbre de Noël de Martin Luther, gravure sur acier de James Bannister d'après un original de Carl August Schwerdgeburth, Sartain's Magazine, vers 1860.

D'autres auteurs encore ont relié les origines de l'arbre de Noël à la tradition catholique médiévale : par exemple, selon une légende, Boniface de Mayence, l'« apôtre des Germains », aurait abattu d’un coup de hache un chêne dédié à Thor pour en utiliser le bois afin d'ériger une chapelle ; mais la source originale ne mentionne pas plus l'existence d'un sapin à feuilles persistantes qu'une période particulière de l'année, ni aucune allusion de Boniface liée à la fête de la Nativité. Suivant un développement de la légende, Boniface se serait appuyé sur la forme conique du sapin pour enseigner la notion de Trinité.
Au XIXe siècle, on a également forgé une légende apocryphe tentant d'attribuer au réformateur Martin Luther la paternité de la tradition : ce dernier, attiré lors d’une promenade par le scintillement des étoiles à travers les branches des conifères, aurait ramené un sapin chez lui, qu'il aurait illuminé de bougies à Noël, une légende popularisée par une gravure de Carl August Schwerdgeburth (de) datant de 1856, contemporaine du début de la popularisation de l'accessoire bientôt indispensable à cette célébration.

### Premières attestations
En dehors de ces origines mythiques, et bien que l'on ne puisse précisément dater son apparition au Moyen Âge tardif dans les pays germaniques, on en trouve une attestation à partir du début du XVe siècle dans les cérémonies de fin d'année des guildes germaniques et livoniennes, mais il est vraisemblable que ces pratiques préexistent de plusieurs décennies avant leurs attestations. 

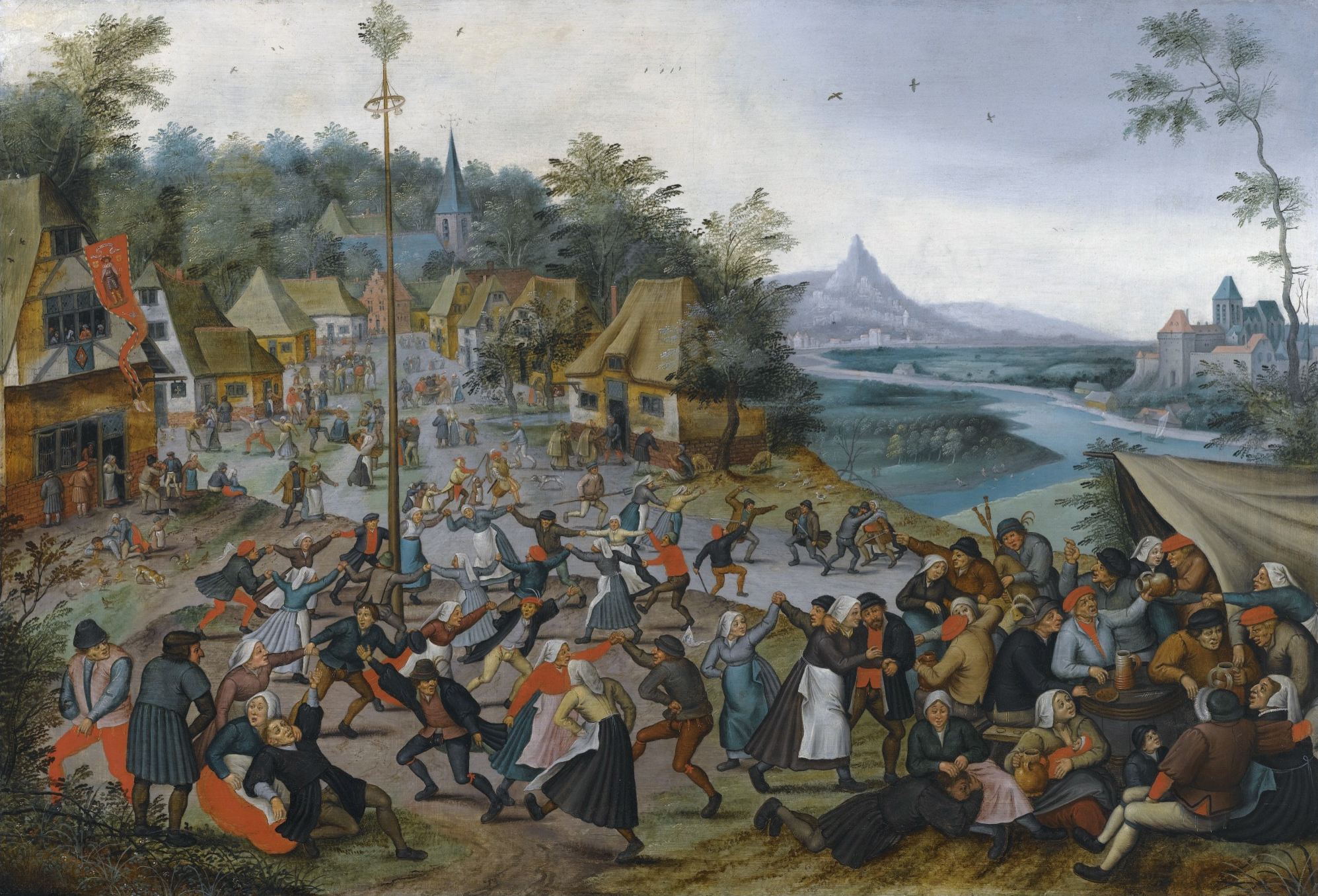
Kermesse de la Saint-Georges autour d'un Arbre de Mai, Pieter Brueghel le Jeune, XVIe siècle.

L'apparition d'implantation de conifères dans l'espace public est probablement à rattacher à la pratique des « mais », répandue à travers l'Europe et qui consiste à ériger un végétal voire un simple mât vers le début du mois de mai, pour célébrer le retour de la vitalité du bois. Les sources attestent de pratiques similaires au mois de décembre en Alsace ainsi que dans la Forêt-Noire, qui portent alors le nom de « mai d'hiver » ou « mai de Noël ». 
La première mention retrouvée à ce jour figure dans les archives de Fribourg-en-Brisgau qui évoquent en 1419 un sapin décoré de pommes, gaufrettes, pain d'épices et guirlandes installé à l'initiative des garçons-boulangers l'hôpital du Saint-Esprit ; il est porté dans une procession musicale à Noël, précédé de la bannière de la guilde et d'un énorme craquelin, et est secoué afin que les pauvres puissent en ramasser les gâteaux et les fruits qui le décorent. Les archives attestent  peut-être en 1442 de la présence d'un sapin autour duquel danser devant la maison communale de Tallinn, en Estonie, mais la nature de l'objet désigné par le terme bom n'est pas claire, pouvant désigner un arbre, un mât ou un poteau décoré. Deux ans plus tard, il est fait mention de l'installation à Noël d'un étendard planté de houx et de lierre sur une place de Londres. 
Le plus ancien témoignage connu à Strasbourg concernant un sapin de Noël figure dans un document datant de 1492, conservé aux archives de Strasbourg, qui mentionne l'achat par l'Œuvre Notre-Dame pour deux florins de neuf sapins pour les neuf paroisses de la ville afin d'« accueillir la nouvelle année ». À Riga, en Lettonie, on affirme qu'à l'initiative d'une guilde de commerçants étrangers nommée « Têtes-Noires », un sapin a été dressé devant l'hôtel de Ville pour le solstice d'hiver 1510. Décoré par les enfants avec de le laine, de la paille et des pommes, il est ensuite brûlé pendant le Carême. Une même activité est attestée une fois encore à Tallinn en 1514, là encore à l'initiative d'une guilde marchande. À Brême, en 1570, c'est à nouveau une guilde qui installe un sapin orné de pommes, de noix, de bretzels et de fleurs en papier dans sa salle de réunion… 
Dans sa Chronique de Sélestat en allemand, l'échanson Balthasar Beck (1580-1641) décrit au début du XVIIe siècle la décoration du sapin :

« Comment on dresse les mais (sapins alsaciens) – De même le soir de Noël les gardes forestiers apportent les mais. La nuit les messagers, les courriers et les sergents aident l'échanson à le dresser et à le décorer avec des pommes et des hosties. Ce que l'échanson dépense pour l'achat de pommes et autres, on le lui rembourse à la douane. Le cuisinier lui donnera une bouteille de vin, six livres de pain et des lumières. Jusqu'au début de la messe, ils se rendent aux domiciles des membres du Magistrat munis de lampes à poix et de torches et ils les accompagnent pour l'aller et le retour de la messe. »[réf. nécessaire]

Un sapin, dressé et décoré, reste dans la salle de la Herrenstübe jusqu'à la fête de l'Épiphanie, où est consommée une galette contenant une fève servant à désigner le roi de la fête. Après cela les enfants des magistrats, des conseillers de la ville et des employés sont convoqués pour secouer les arbres de Noël et les dépouiller de leurs décorations et gourmandises.[réf. nécessaire]
On voit ainsi que les corporations des XVe et XVIe siècles jouent un rôle important dans la présentation de l'arbre de Noël au public mais aucun de ces arbres n'est dédié à un usage domestique.
Mais il existe des indices indirects d'un tel usage dans la région alsacienne dès le XVIe siècle : en 1521, un édit municipal autorise les gardes forestiers de Sélestat à laisser les habitants couper de petits sapins pour Noël tandis qu'un témoignage de 1531 fait référence à des conifères vendus sur les marchés à des particuliers qui les ramènent chez eux. Par ailleurs, les réglementations (Alsace, 1561) voire les interdictions (Fribourg, 1554) concernant l'abattage des arbres semblent attester d'un usage qui s'est répandu. Une source strasbourgeoise décrit en 1605 la manière qu'on les habitants d'installer chez eux des sapins décorés de roses en papier, de pommes, de gaufrettes plates, de bonbons dorés et de figurines en sucre, et c'est dans le cadre d'une interdiction d'abattage, à Turckheim en 1611, qu'il est fait pour la première fois mention d'un « arbre de Noël » (Weihnachtsbaum).
La critique de la tradition par les autorités religieuses semble également attester de la diffusion d'une pratique que dès les années 1640 le théologien strasbourgeois Johann Konrad Dannhauer déplore en ces termes : 

« Parmi les autres bagatelles qui se substituent pendant la période de Noël à la parole de Dieu, il y a le sapin de Noël (…) qui est installé à la maison et décoré de poupées et de sucre. . . D’où vient cette coutume ? Je l’ignore ; c'est un jeu d'enfant…  Il vaudrait bien mieux montrer aux enfants le cèdre spirituel, Jésus-Christ. »

### Premières représentations

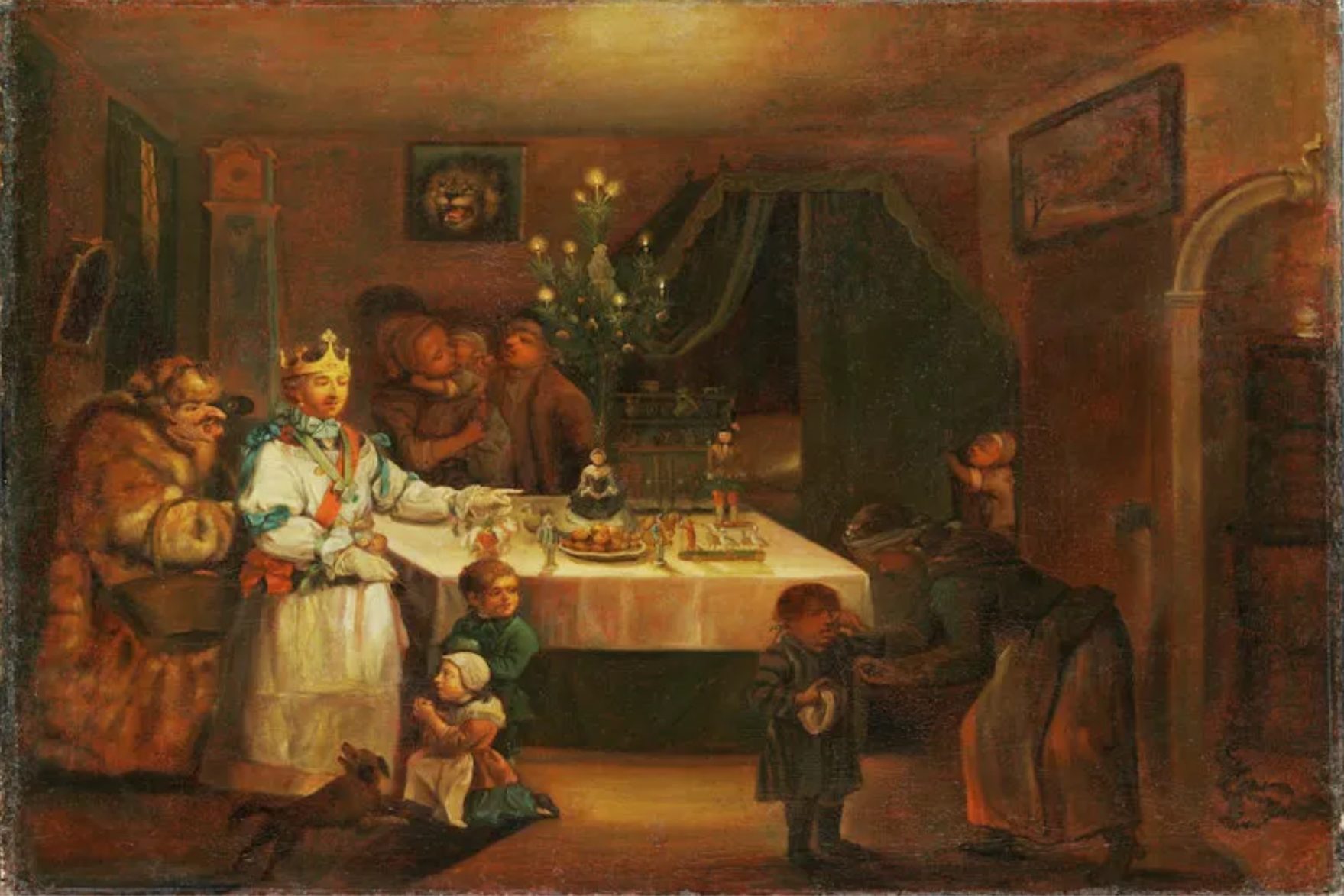
Cadeaux de Noël, Nikolaus Hoffman, c. 1765, Gemäldegalerie Alte Meister.

Réalisé entre 1760 et 1770 dans la région de Darmstadt, le tableau du peintre allemand Nikolaus Hoffman (1740-c.1823) intitulé Weihnachtsbescherung (« Cadeaux de Noël») constitue l'un des premiers exemples répertorié figurant la coutume du sapin de Noël décoré et de la célébration de Noël en tant que fête familiale domestique à tendance profane, avec des cadeaux pour les enfants qui sont le centre de la fête.
L'« arbre » à proprement parler consiste en une grande branche de pin ornée de bougies scintillantes et de boules colorées, au milieu desquelles trône une figure d'ange, bien en évidence au centre du tableau. Au XVIIIe siècle, cette tradition des « arbres à bougie » est encore réservée aux classes aisées ; il faut attendre le siècle suivant pour qu'elle se diffuse plus largement dans la population et devienne un symbole incontournable de la célébration de Noël. Certaines représentations du XVIIIe siècle attestent de l'usage non pas de conifères mais bien de feuillus, voire d'un arbre fruitier agrémenté d'un Christkindel et orné de figurines en sucre d'orge, de fruits dorés et recouvert d'un filet doré couvert de noisettes peintes, un type de décoration appelé Barbarabaum en Franconie où l'arbre est implanté le 4 décembre, jour de la sainte Barbe, en vue d'une floraison à Noël. 

### Diffusion

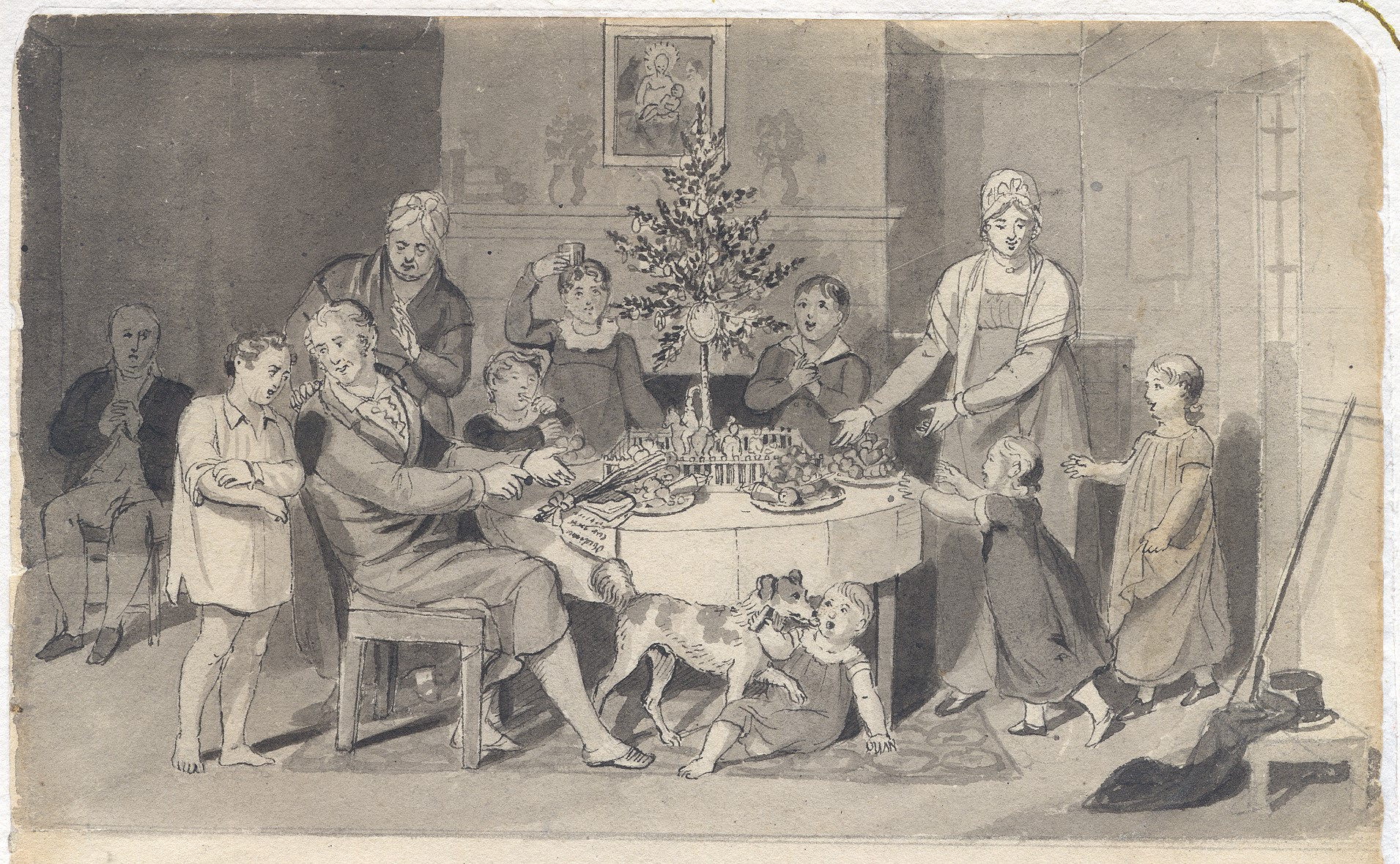
Scène de Noël d'une famille à Philadelphie autour d'une table sur laquelle est posé un arbre de Noël de houx, dessin de John Lewis Krimmel, c. 1812, Winterthur Museum.

L'arbre de Noël ne devient une tradition profondément enracinée en Allemagne qu'à partir du XIXe siècle (aussi bien dans les familles protestantes que catholiques) ; néanmoins il semble que des colons allemands l’avaient emporté en Amérique du Nord lors de leur établissement en Pennsylvanie dès la fin du XVIIIe siècle. L’immigration germanique constitue ainsi un facteur majeur dans la diffusion de la pratique aux États-Unis puis à un transfert culturel des traditions allemandes liées à l'arbre.

L’apparition d’un arbre de Noël domestique aux États-Unis est documentée pour la première fois dans les années 1810 par une esquisse de John Lewis Krimmel représentant une famille réunie autour d’un petit arbre de houx posé sur une table, décoré de biscuits, de fruits et de figurines, surplombant une scène de village en miniature, suivant la tradition morave. Des autrices américaines comme Harriet Martineau, Catherine Sedgwick ou Margaret Fuller popularisent l'arbre de Noël dont la décoration devient un projet familial partagé dont le seul but est de susciter l’émerveillement et le plaisir. 

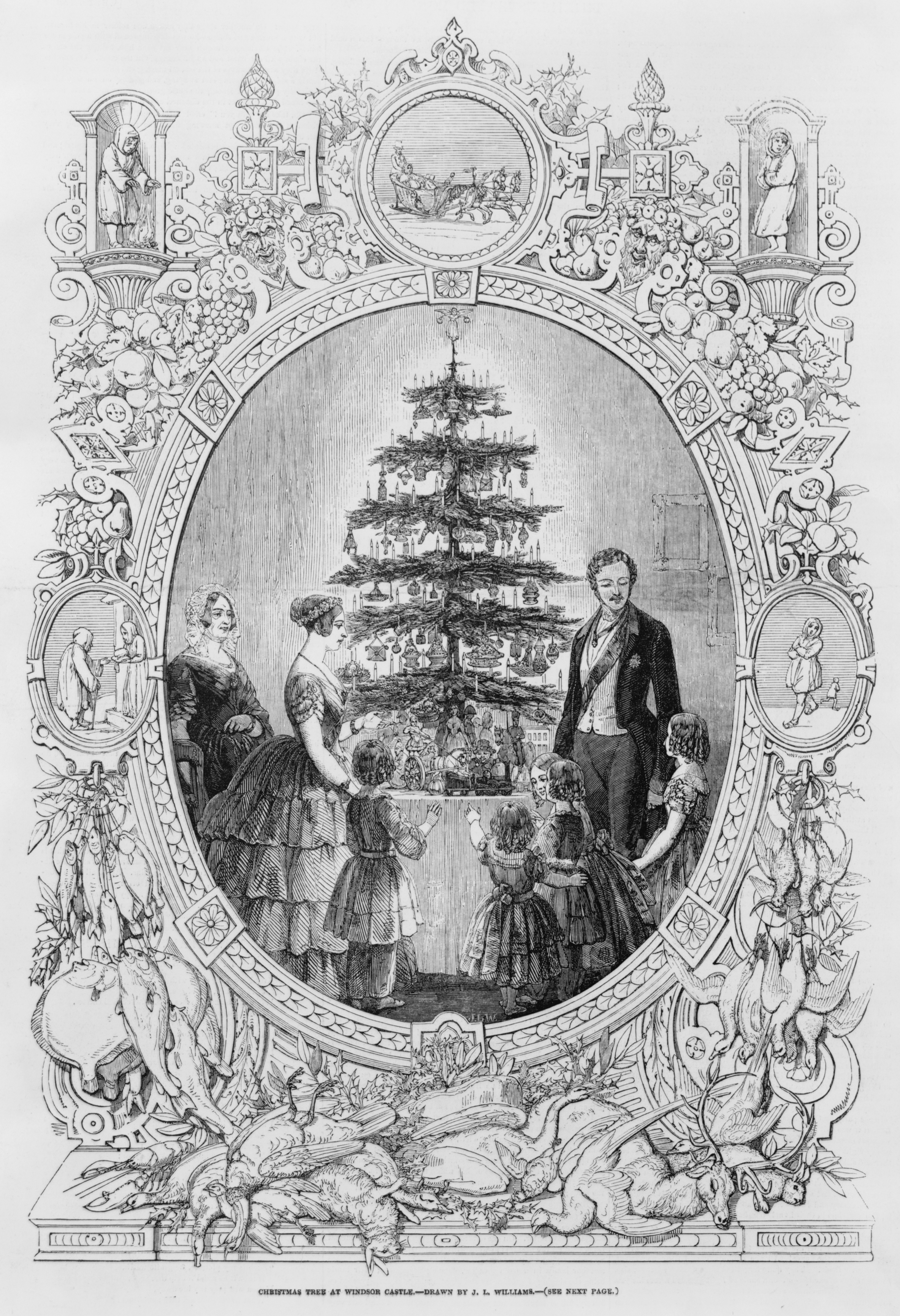
Arbre de Noël au château de Windsor, dessin de J. L. Williams pour The Illustrated London News, 1848.

L'arbre de Noël est progressivement adopté à la même période par la noblesse européenne : la princesse Henriette de Nassau-Weilbourg introduit l'arbre de Noël à la cour de Vienne en 1816 ; la duchesse d'Orléans d'origine allemande, bru du roi Louis-Philippe puis princesse Hélène de Mecklembourg-Schwerin, l'aurait introduit à la cour de France en 1837 et aurait popularisé cette coutume germanique dans la bourgeoisie française à la mode, qui redécouvrait dans le même temps les vertus du « cercle de famille ».
Au début des années 1840, le prince Albert de Saxe, époux de la reine Victoria, introduit une série des rituels de Noël liés au sapin au château de Windsor et une illustration du couple réuni avec leurs enfants autour d'un sapin richement décoré fait le tour du monde. 
En France, dans son Dictionnaire de la langue française de 1841, Littré paraît encore mal le connaître, ou sous une forme assez primitive puisqu’il le définit (art. « Noël ») comme s'agissant « dans quelques pays, d’une branche de sapin ou de houx diversement ornée, garnie surtout de bonbons et de joujoux pour donner aux enfants, qui s’en font une fête ». Cette pratique semble alors surtout répandue dans le nord-est de la France, du fait de l'influence germanique : elle est diffusée par les optants alsaciens et lorrains. 
Il faut attendre le début du XXe siècle pour y constater le développement de la pratique, ainsi qu'en atteste la publication d'un petit livre en 1907 par le curé de Pithiviers Alphonse Chabot qui explique comment « installer et garnir l'arbre de Noël ». L'ouvrage de Chabot, quoique de nature cléricale et nationaliste, réfute la fable d'une origine gauloise autour de saint Colomban et reconnait l'origine germanique de la tradition, quoiqu'il invente sa peu vraisemblable importation en Allemagne par les Suédois lors de la guerre de Trente ans. 
L'Église catholique à Rome a longtemps résisté à cette tradition, un temps perçue comme luthérienne,[réf. nécessaire] et le premier sapin de Noël n'a été installé dans la Cité du Vatican qu'en 1982. Depuis lors, un arbre est offert chaque année au Vatican par une région d'Europe différente et s'élève place Saint-Pierre non loin d'une crèche grandeur nature. 

## Décoration et accessoires

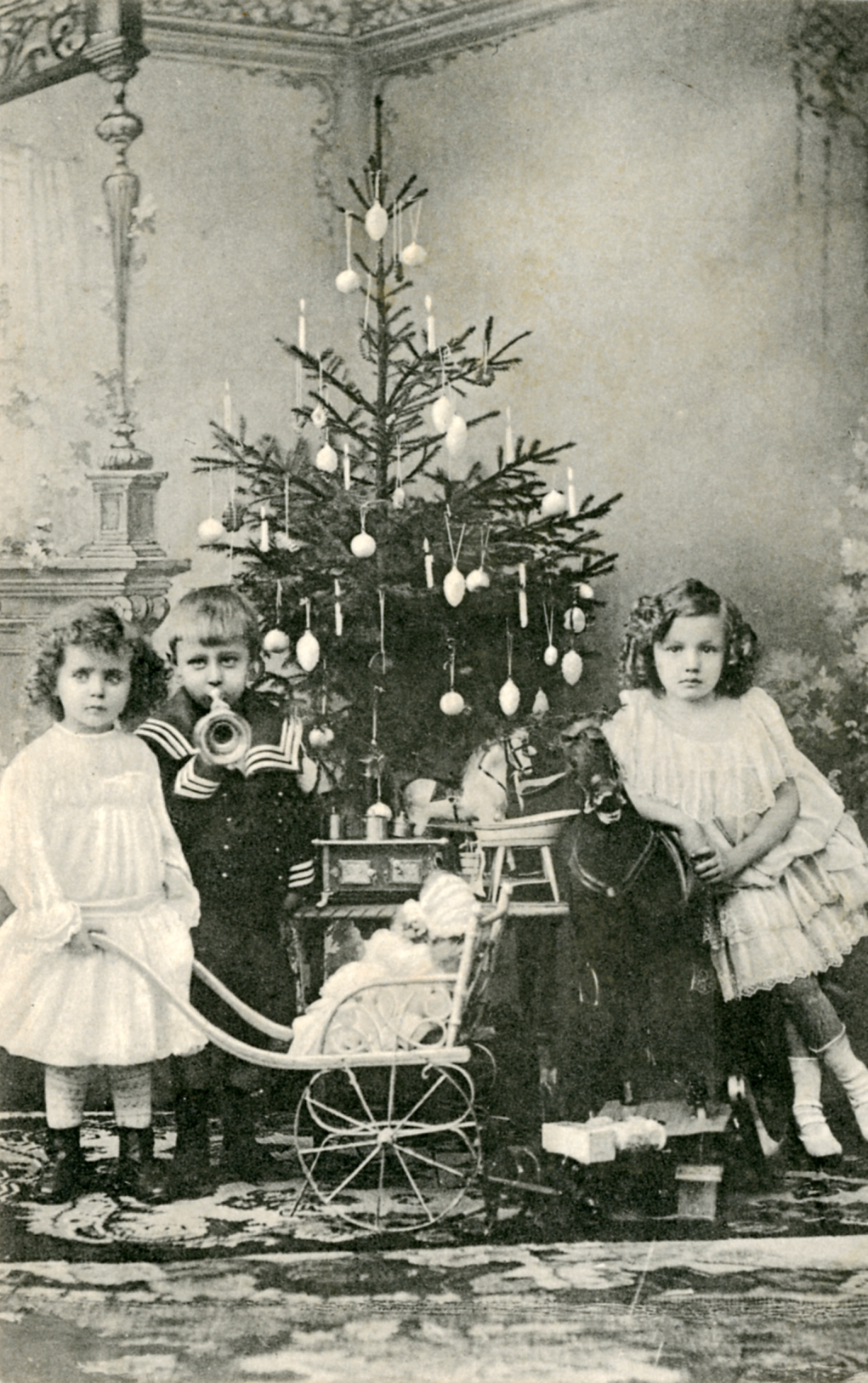
Un sapin de Noël en Norvège au début du XXe siècle.

Le sapin est souvent associé aujourd'hui, aux cadeaux de Noël et à la crèche. Le sapin de Noël est de nos jours traditionnellement décoré de boules de Noël en verre ou en plastique, de guirlandes traditionnelles, de bougies pour l’éclairer (ou au moyen de diodes électroluminescentes à partir de la fin du XXe siècle), de petits objets décoratifs, étoiles (dont souvent une au sommet), etc.
Le sapin de Noël peut être vendu coupé ou en pot, ce qui permet dans ce dernier cas de le replanter à la fin des festivités. Le sapin replanté peut lui-même servir de sapin de Noël d'extérieur : la généralisation de guirlandes électriques « tous temps » permet aux particuliers de décorer un arbre de leur jardin, souvent visible de la rue.
Le sapin de Noël se caractérise aussi par les décorations qu'il porte. Celles-ci sont de plusieurs types :
- une étoile au sommet du sapin, rappelant pour les chrétiens l'étoile de Bethléem qui guida les rois mages vers le lieu de naissance de l'enfant Jésus, que l'on célèbre le 25 décembre ; l'étoile est parfois remplacée par une pointe. Traditionnellement c'est l'enfant le plus jeune de la famille qui installe l'étoile sur le sapin[30] ;
- les guirlandes : simples ou lumineuses (clignotantes ou non, colorées ou blanches), de matières variables (rubans, chaînes de perles ou d'objets divers, ou encore de type « boa »…) ;
- les boules de Noël : brillantes et de différentes couleurs (ou transparentes) et matières (plastique, verre) ;
- d'autres suspensions de formes diverses ayant un rapport avec Noël, notamment des angelots, des Pères Noël, des miniatures d'objets en bois, des serpentins multicolore et même des bougies allumées ;
- des « cheveux d'anges » : de longs fils blancs très fins ;
- flocage et givrage : le sapin floqué est recouvert d'une colle ignifuge à base d'eau et de ouate de cellulose et/ou de fibres de coton (blanches, simulant la neige ou colorées) qui sont vaporisées à l’aide d’un brouillard d’eau, le sapin givré est peint et floqué légèrement ;
- Des « glaçons » : en verre, en plastique ou simples fines bandelettes d'aluminium simulant la glace présente sur l'arbre l'hiver ;
- Les cadeaux de Noël : ceux-ci ne sont pas des accessoires à proprement parler, mais on les place au pied du sapin la veille de Noël à cause de leur aspect décoratif (papier cadeau) ;Dans un magasin de décorations.

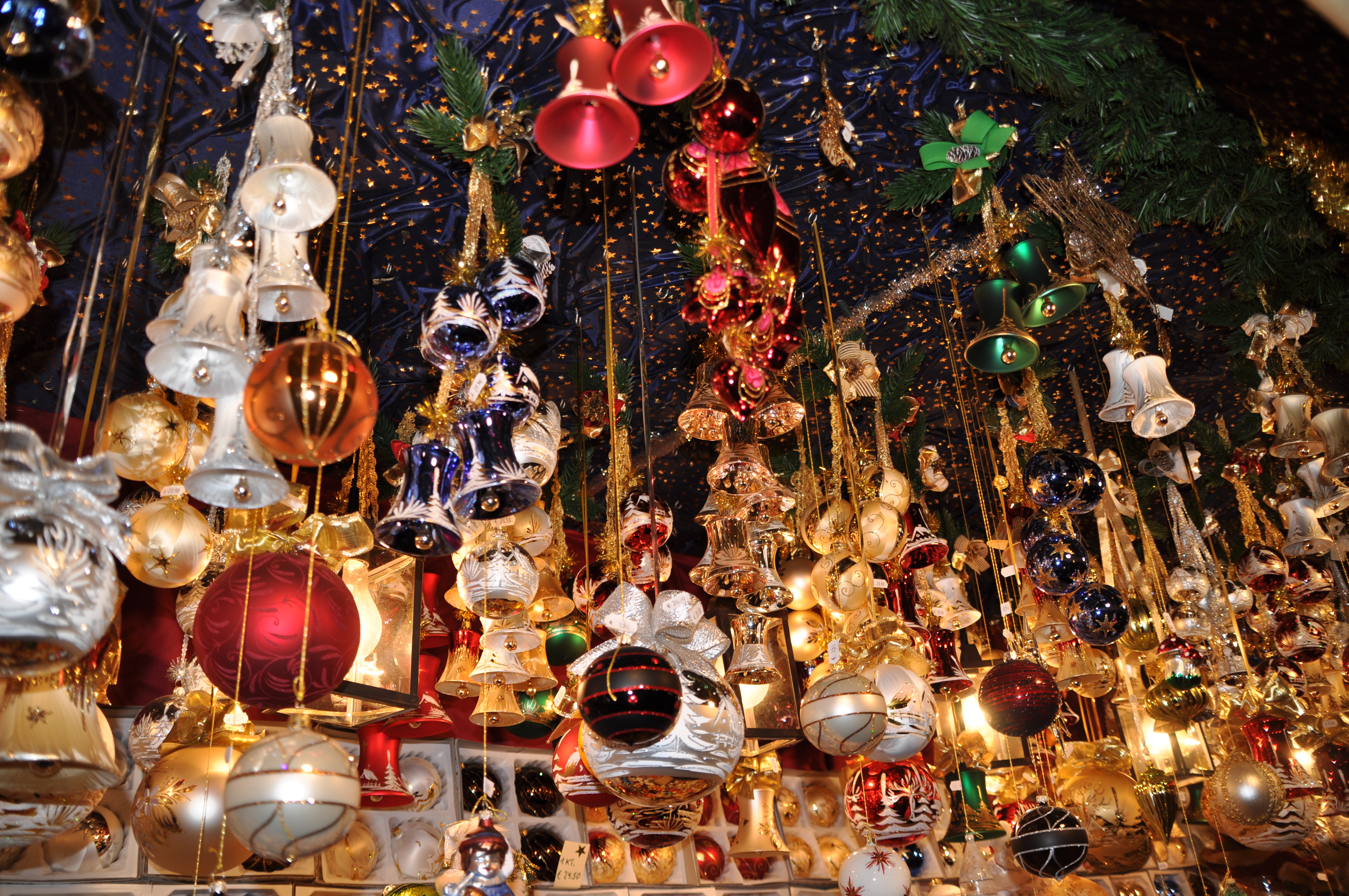
Dans un magasin de décorations.

- le support du pied de sapin, qui peut être :
  - une demi-bûche de bois dont le côté plan est posé au sol, avec un trou sur le dessus pour coincer le tronc,
  - un grand pot rempli de sable, de terre, de pierres ou de galets,
  - un pied de métal,
  - deux planches clouées en croix avec un trou à l'intersection pour glisser le tronc de l'arbre,
  - une autre technique héritée de la tradition alsacienne consiste non pas à fixer le sapin sur un support mais à le suspendre au plafond (anciennement à la poutre de la maison), ce qui lui confère une place originale et une solution élégante pour éviter les chutes de sapins dues aux enfants et aux animaux. La ville de Sélestat dans le Bas Rhin a exposé un alignement de sapins suspendus dans son église.

## Espèces utilisées

### Sapins naturels
Le « sapin » de Noël des origines en Europe du Nord ne peut être représenté que par l'épicéa commun (Picea abies) et le pin sylvestre (Pinus sylvestris), seules espèces présentes naturellement dans ces contrées. Le premier est généralement considéré comme l'espèce traditionnelle. En Europe centrale et en France, le « sapin » utilisé pour Noël n'est pas le sapin blanc (Abies alba) qui est le sapin le plus répandu dans les forêts, mais surtout l'épicéa commun (Picea abies). L'épicéa est plus parfumé que le sapin blanc et dans la nature les sujets assez grands présentent la forme typique qui a inspiré celle du sapin de Noël de l'imagerie populaire : forme conique et branches arquées portant une ramure dense qui retombe en drapés. La culture de l'épicéa est aussi plus facile et moins coûteuse grâce à sa croissance plus rapide et sa moindre sensibilité au gel de printemps. Mais de nos jours, il est nettement supplanté par le sapin de Nordmann (Abies nordmanniana), originaire du Caucase, apparu plus récemment sur le marché et qui est en constante progression. Ce dernier se montre plus adapté à l'usage à l'intérieur des foyers car il est plus dense avec des branches plus fortes et mieux étagées dès son jeune âge, il a des aiguilles plus grandes d'un beau vert luisant qui se conservent très longtemps sur l'arbre. Mais de croissance plus lente, son prix reste plus élevé et son parfum résineux beaucoup plus discret. Le sapin noble (Abies procera), espèce d'origine américaine, avec son port plus étagé, son parfum balsamique et la robustesse de ses aiguilles vert-bleuté, est un compromis entre l'épicéa et le sapin de Nordmann.
En Amérique du Nord, un grand nombre d'espèces sont cultivées pour produire des sapins de Noël. L'un des plus utilisés aux États-Unis est le pin sylvestre (Pinus sylvestris), espèce d'origine européenne. Ce pin a dominé le marché américain des années 1950 aux années 1980. Le douglas (Pseudotsuga menziesii) et le sapin de Fraser (Abies fraseri) remportent désormais beaucoup de succès. En Amérique du Nord les arbres de Noël du commerce sont souvent fortement taillés durant leur croissance pour leur donner un port dense et régulier, ce qui explique en partie la différence dans le choix des espèces par rapport à l'Europe où est privilégié plutôt les arbres de forme naturelle, orientant le choix vers des espèces ayant un port naturel attractif.
Au Canada, la tradition veut que le sapin baumier (Abies balsamea) soit utilisé ; il a la propriété de dégager un parfum fort apprécié. Mais le sapin de Fraser (Abies fraseri) est aussi utilisé, car il conserve mieux ses aiguilles.

### Sapins artificiels

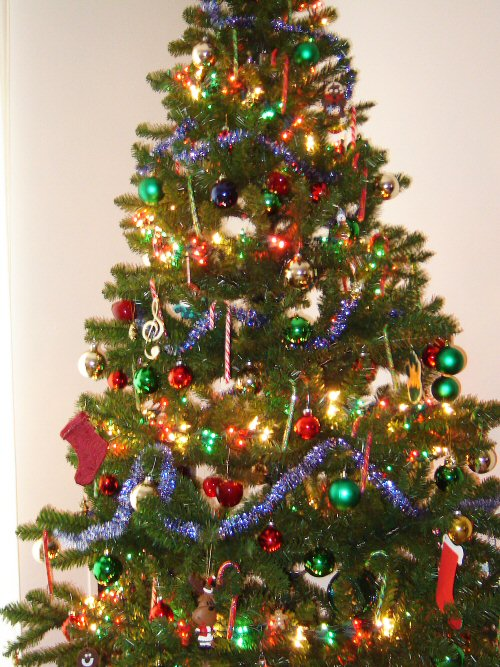
Un sapin artificiel.

Les premiers sapins artificiels sont apparus en Allemagne au XIXe siècle ; de petite taille, ils utilisaient des plumes d'oie teintées en vert,. Le premier sapin en plume d'oie arrive aux États-Unis en 1913. Dans les années 1930, la société américaine Addis Brush Company commence à produire des arbres avec des poils d'animaux eux aussi teintés en vert, puis, à la fin des années 1950 des entreprises développent des arbres fait d'aluminium non teinté, qui seront très populaires jusqu'au milieu des années 1960.
La plupart sont aujourd'hui en PVC, majoritairement importés de Chine. On trouve aussi des sapins de plus petite taille en fibre optique, en carton, en verre, en céramique, etc.
Les arbres artificiels sont très populaires, entre autres, aux États-Unis, où on les considère comme plus pratiques et, s'ils sont réutilisés plusieurs années de suite, moins chers que de vrais arbres. Certains conservent l'arbre entier, encore décoré, dans de grands sacs prêts à l'emploi pour l'année suivante. En 2002, les foyers américains ont acheté 7 millions de sapins artificiels contre 22,3 millions « vrais » sapins de Noël, mais parce que de nombreux foyers disposaient déjà d'arbres artificiels, 70 % des sapins installés étaient artificiels.

## Économie du sapin de Noël
En 2011, les deux tiers des sapins de Noël artificiels vendus aux États-Unis viendraient du sud de la Chine et en particulier du Yiwu, situé dans la province du Zhejiang.

### Belgique
En Belgique, la production est en 2009 presque exclusivement issue des forêts ardennaises wallonnes, principalement en province de Luxembourg, Liège et Namur.
En un demi-siècle, la production a été quadruplée pour atteindre quatre millions d’arbres. Quatre arbres de Noël sur cinq partent pour l’exportation, essentiellement dans les pays voisins et en Italie. Un sapin ardennais parcourt, en moyenne, un millier de kilomètres[source insuffisante].

### Canada et Québec
Au Canada, où la production du sapin de Noël est concentrée, 2 381 fermes ont cultivé des arbres de Noël en 2011. Selon Statistique Canada, en 2011, cette production a généré des recettes évaluées à 51,3 millions de dollars canadiens, dont 28,2 millions à l'exportation (25,8 millions vers les États-Unis, soit près de 1,6 million d’arbres).
Au Québec, c'est dans la région de l'Estrie qu'il y a la plus grande production de sapins de Noël. On y compte un peu plus de 340 fermes se dédiant presque uniquement aux sapins. Cela correspond à près de 70 % de la superficie totale des fermes québécoises de sapins.

### République populaire de Chine
En 2011, 96 % des sapins de Noël artificiels exportés aux États-Unis étaient produits en République populaire de Chine. La Chine a également exporté pour 46 millions de dollars canadiens de sapins artificiels vers le Canada en 2011.

### Danemark
Le Danemark est le plus important exportateur au monde de sapins de Noël. Les 4 000 exploitants forestiers danois exportent 10 millions d'arbres, qui sont à 95 % de l'espèce Nordmann. Ce commerce rapporte annuellement près de 150 millions d’euros[Quand ?].
La coupe commence le 15 novembre et dure quatre semaines dans d'énormes plantations. Chaque bûcheron coupe jusqu'à mille sapins de Noël par jour ; il est payé trente centimes d'euro par arbre coupé. Il faut entre six et huit ans pour qu'un nordmann soit à la taille d'un sapin de Noël. Il existe trois catégories : la première avec des branches bien réparties et une belle flèche en haut du sapin (33 % de la production), la deuxième catégorie plus moyenne et la troisième catégorie de qualité médiocre.

### France

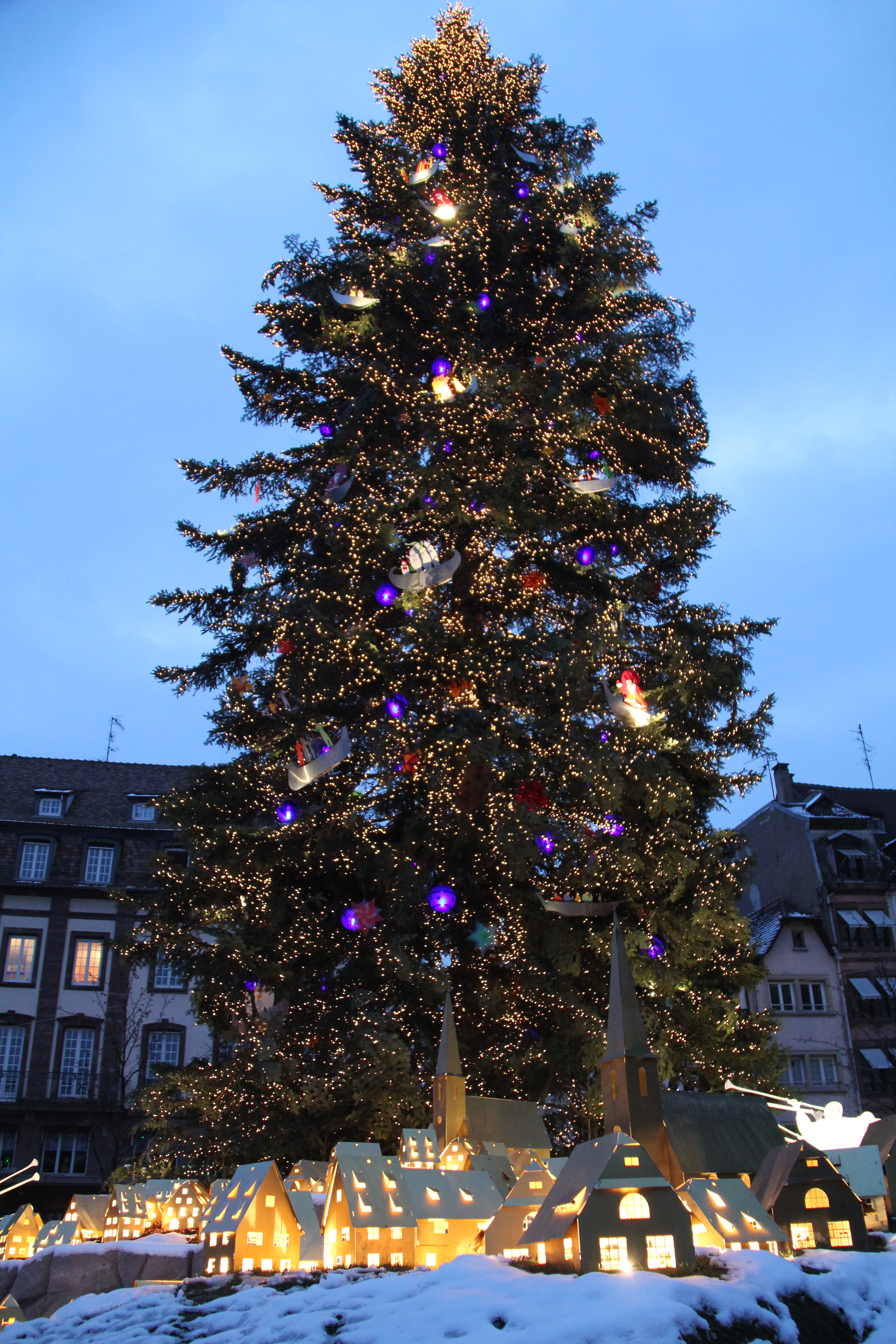
Le grand sapin de Noël, place Kléber à Strasbourg en 2010 avec le village de Noël à ses pieds.

En 2020, selon FranceAgriMer, 5,9 millions sapins de Noël naturels ont été vendus en France, soit une présence dans environ 20 % des foyers.
Les cultivateurs de sapins, assimilés depuis 2003 à des agriculteurs, produisent sur le territoire français 4 millions d'unités par an. Il faut entre 5 et 10 ans, selon la taille désirée, pour obtenir un sapin de Noël.
Le quart des sapins cultivés en France vient du Morvan en Bourgogne, première région productrice avec un million d’arbres sur 1 500 hectares, devant la Bretagne et la région Auvergne-Rhône Alpes.
Le reste (environ 2 millions de sapins) est importé, souvent de Belgique (60 %) et du Danemark (25 %).
On distingue principalement deux espèces :
- l'épicéa, à l'odeur agréable mais qui perd ses aiguilles en deux semaines. Il était auparavant l'arbre de Noël le plus courant en France ;
- le sapin de Nordmann, moins odorant que l'épicéa, aux aiguilles moins piquantes et qui tiennent près de deux mois, supportant bien les boules de Noël. Ce dernier est le plus acheté par les Français (80,4 % des quantités achetées contre 16,2 % pour l'épicéa[40]) bien qu'il soit plus cher, il tend à monopoliser le marché du sapin de Noël en France.

En 2020, les foyers français ont, en moyenne, dépensé en moyenne 28,87 euros pour cet achat, soit un chiffre d'affaires estimé à 170,5 millions d’euros. Cette activité représenterait 1 000 emplois permanents et 5 000 emplois saisonniers.
Les sapins naturels, quel que soit leur type, sont très majoritairement achetés coupés (91 % en 2020).

#### Label Rouge
En 2016, un signe de qualité Label rouge est créé pour les sapins de Noël par l'association « Excellence végétale ». Il garantit à travers un cahier des charges couleur, symétrie, densité des branches, forme conique, flèche pas trop longue et coupe pas trop précoce.

#### Label Bio
En 2020, les sapins bio représentent en France un marché de 50 000 sapins par an, soit moins de 1 % des ventes nationales, en général coûtant 5 à 10 euros de plus qu'un sapin conventionnel.

#### Indication géographique protégée
Depuis 2020, une IGP est en cours d'attribution pour les producteurs du Morvan. Le dossier ayant été validé par l'administration française en 2024, c'est au tour de l'administration européenne de l'examiner,.

## Variantes estivales selon le pays ou la région
Dans l'hémisphère sud, Noël ne tombe pas en période hivernale et froide, mais au contraire en été.

### La Réunion
À La Réunion, trois espèces sont utilisées en tant que sapin de Noël : le pin de Norfolk (Araucaria heterophylla) et le pin colonnaire (Auraucaria columnaris), des conifères tropicaux cultivés sur l'île ; ou encore le Cèdre du Japon (Cryptomeria japonica) cultivé en montagne. D'autres arbres y marquent la période des fêtes, tels que le flamboyant (Delonix regia), dont la floraison intervient en décembre ; et le letchi (Litchi chinensis) qui est consommé au cours du réveillon.

### Nouvelle-Calédonie
En Nouvelle-Calédonie, où Noël tombe en plein été, on utilise parfois de petits pins colonnaires (parfois, la cime d'un pin adulte) en guise de sapin de Noël. Cette solution n'est pas toujours des plus appropriées, sachant que les branches sont souvent très espacées et que les aiguilles tombent rapidement. Toutefois, cela permet de disposer d'un véritable arbre dans une région où il n'existe aucune variété de sapins.

### Nouvelle-Zélande

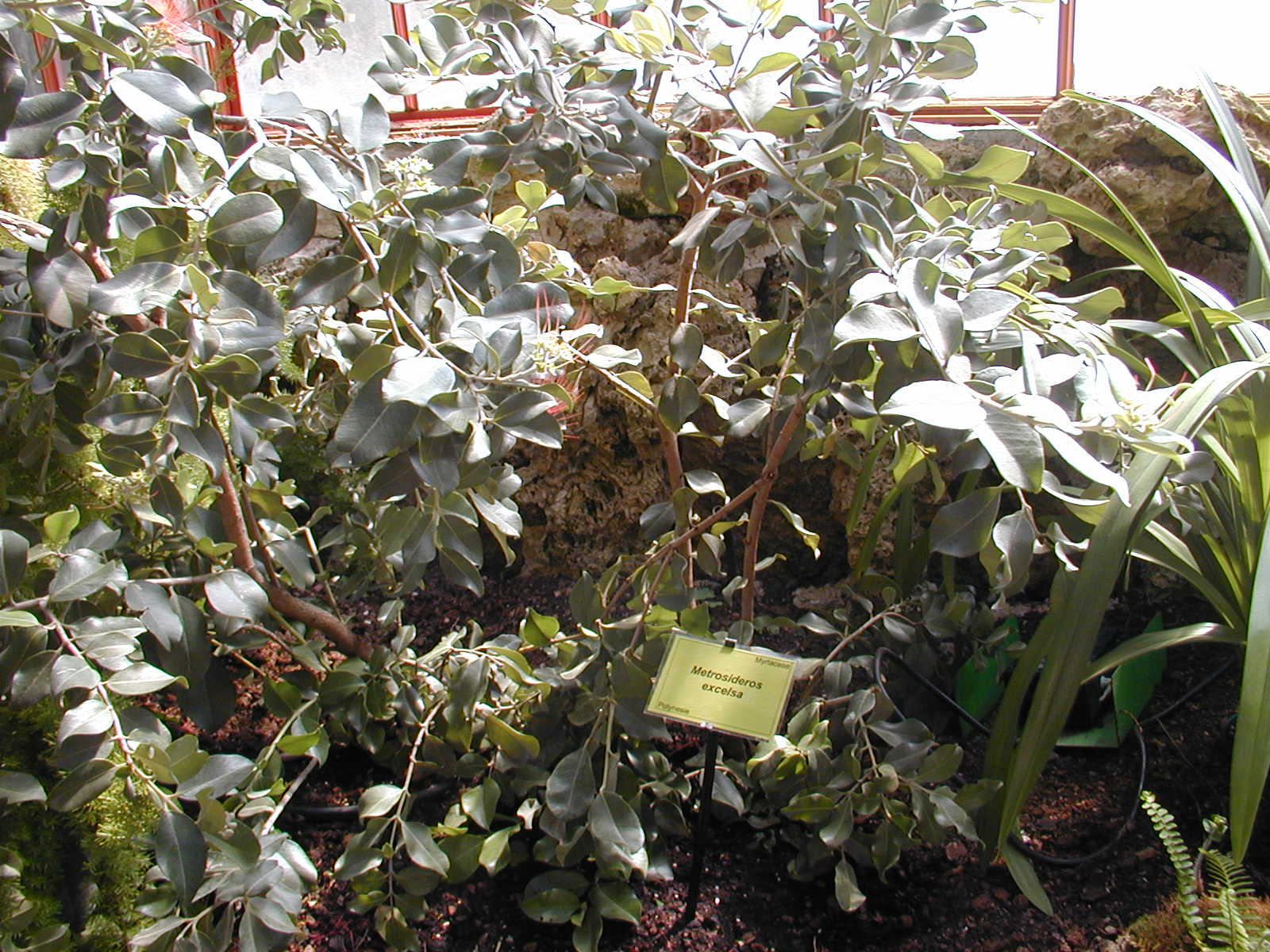
Le pohutukawa, arbre de Noël de la Nouvelle-Zélande.

Dans l'hémisphère sud, Noël est en plein été et l'arbre de Noël est quelque peu différent. En Nouvelle-Zélande, par exemple, c'est le pohutukawa, dont les fleurs rouges éclosent lors des fêtes de fin d'année.

## Environnement
Le sapin de Noël, dit « naturel » - s'il provient d'une production plutôt locale - est souvent présenté comme un choix écologique, et éthique, car source d'emplois locaux et soutenant l'économie locale.
Une étude de l'analyse du cycle de vie de sapins de Noël parue en 2008 conclut qu'un arbre de Noël artificiel devrait être utilisé durant au moins 20 ans pour avoir aussi peu d'impact sur l'environnement qu'un sapin de Noël naturel. Selon cette étude, vers 2005, un arbre de Noël naturel génère environ 3 kg de gaz à effet de serre, contre environ 8 kg par an s'il est artificiel. Cependant un sapin artificiel réutilisé longtemps aura un meilleur bilan carbone qu'un sapin naturel importé de loin (en France, 1/5 des volumes de sapins de Noël sont importés du Danemark ou d’ailleurs) et ensuite brûlé ou jeté à la poubelle.
Le mode de production, le plus souvent agricole et intensif, des sapins naturels destinés à une utilisation festive est critiqué.  En 2020, seuls 1 % des sapins de Noël français étaient vendus sous le label bio et en 2022, ils étaient 11 producteurs sur 800. Fin 2022, sur des arbres de Noël achetés dans 13 lieux de vente différents, des analyses financées par l’association Agir pour l'environnement et faites par un laboratoire indépendant ont trouvé des résidus de pesticides phytosanitaires sur onze des 13 sapins : 13 molécules différentes au total et jusqu'à cinq pesticides différents par arbre. Selon l'ONG « Derrière l’image d’Epinal du sapin qui pousserait naturellement en forêt, se cache en fait une monoculture intensive pratiquée en plein champ par environ 800 agriculteurs sur 5 000 hectares en France », et un sapin de Noël cultivé non "bio" est annuellement « soumis en moyenne à une dizaine de traitements chimiques.

## Galerie

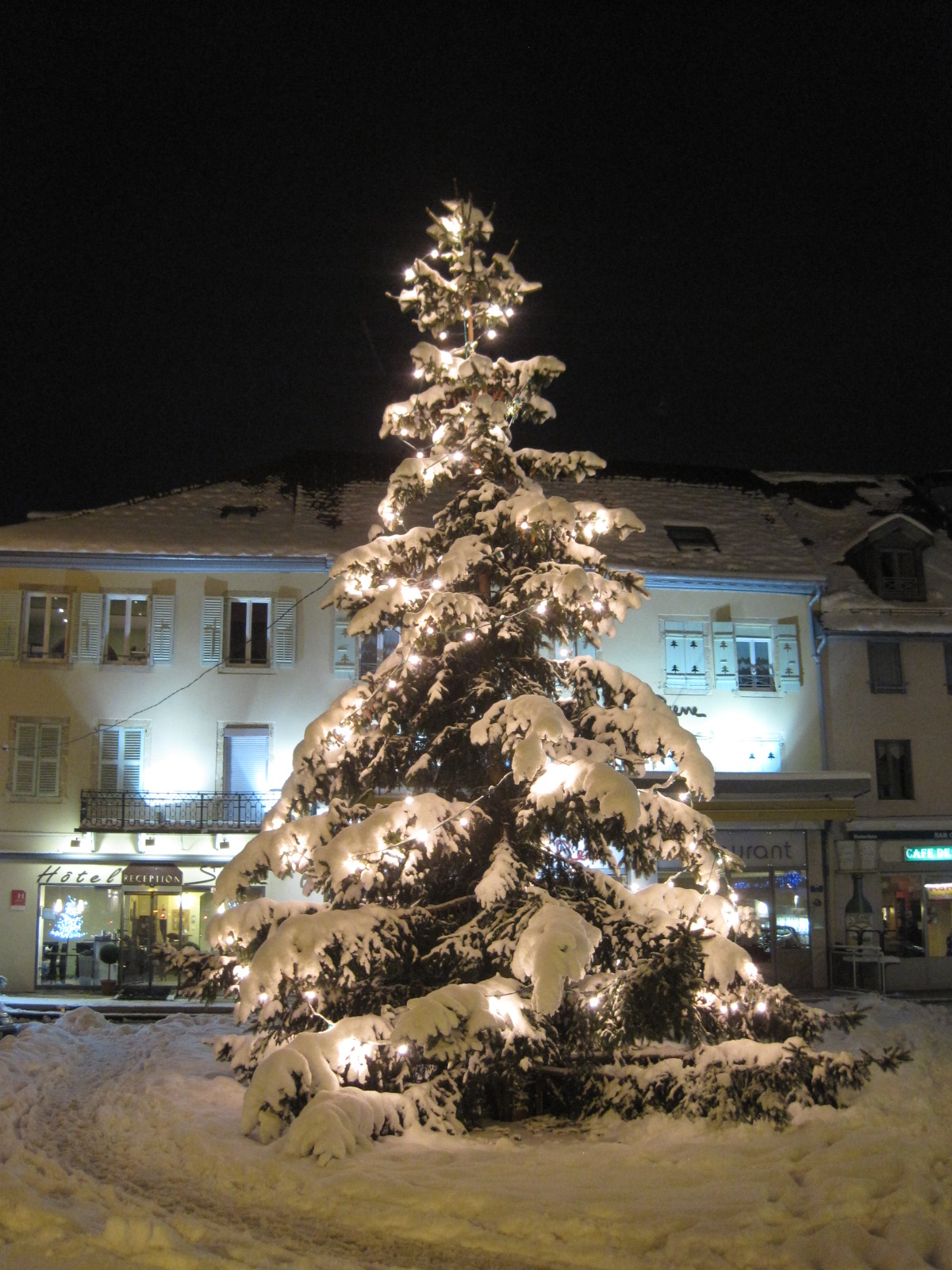
Sapin de Noël sous la neige à Pontarlier dans le Haut-Doubs.
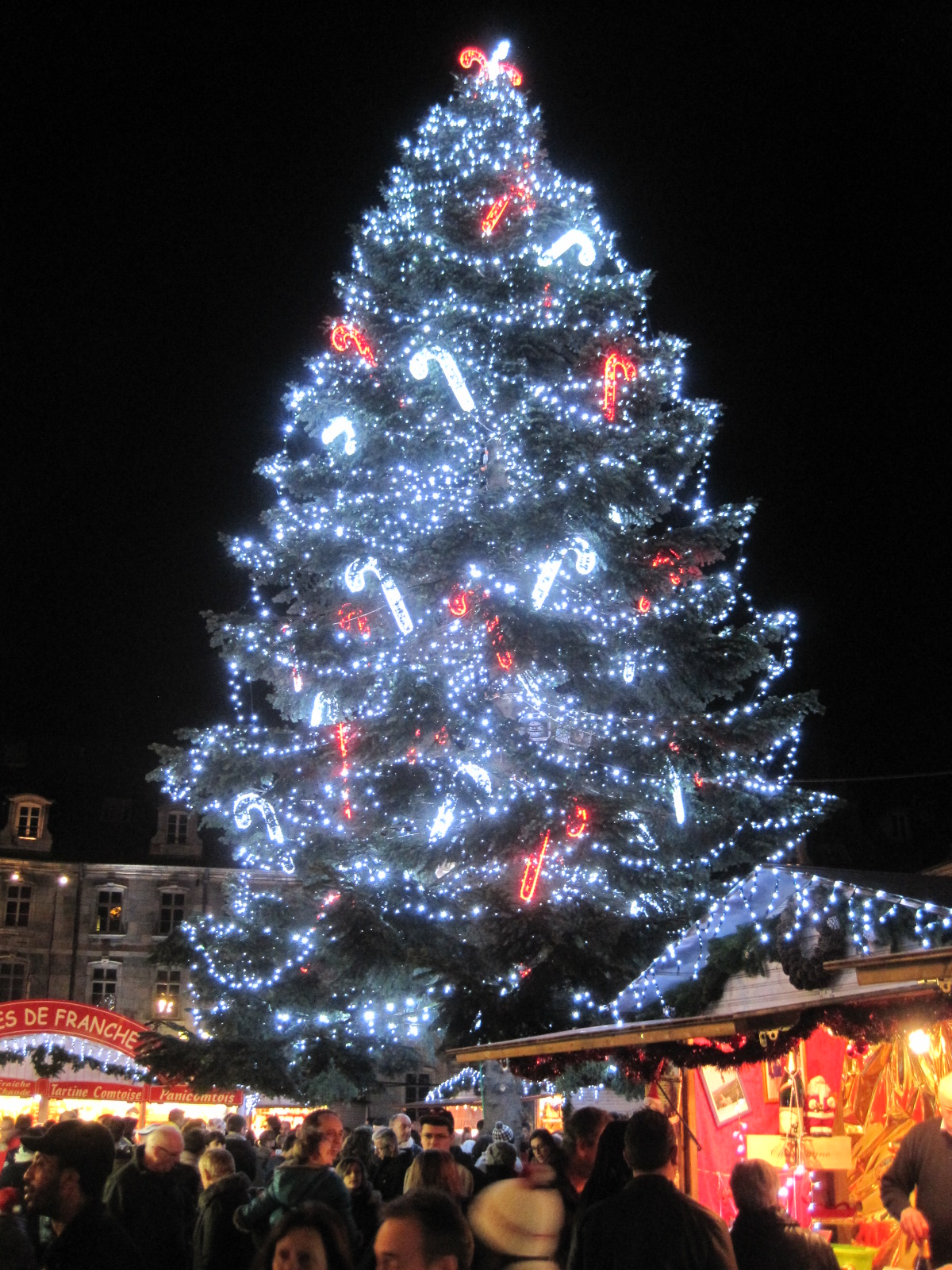
Sapin de Noël au marché de Noël de Besançon.
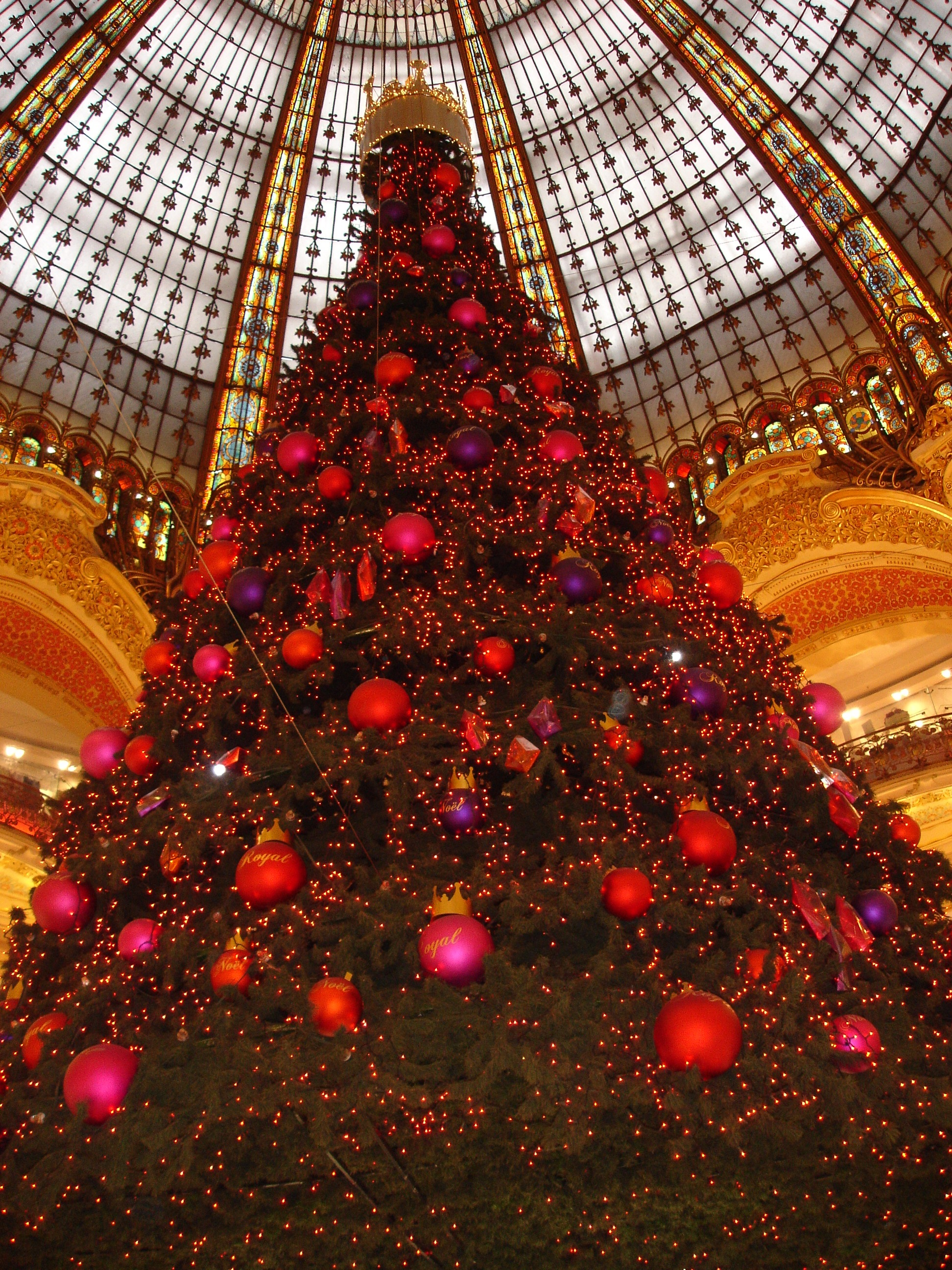
Sapin de Noël aux Galeries Lafayette à Paris.
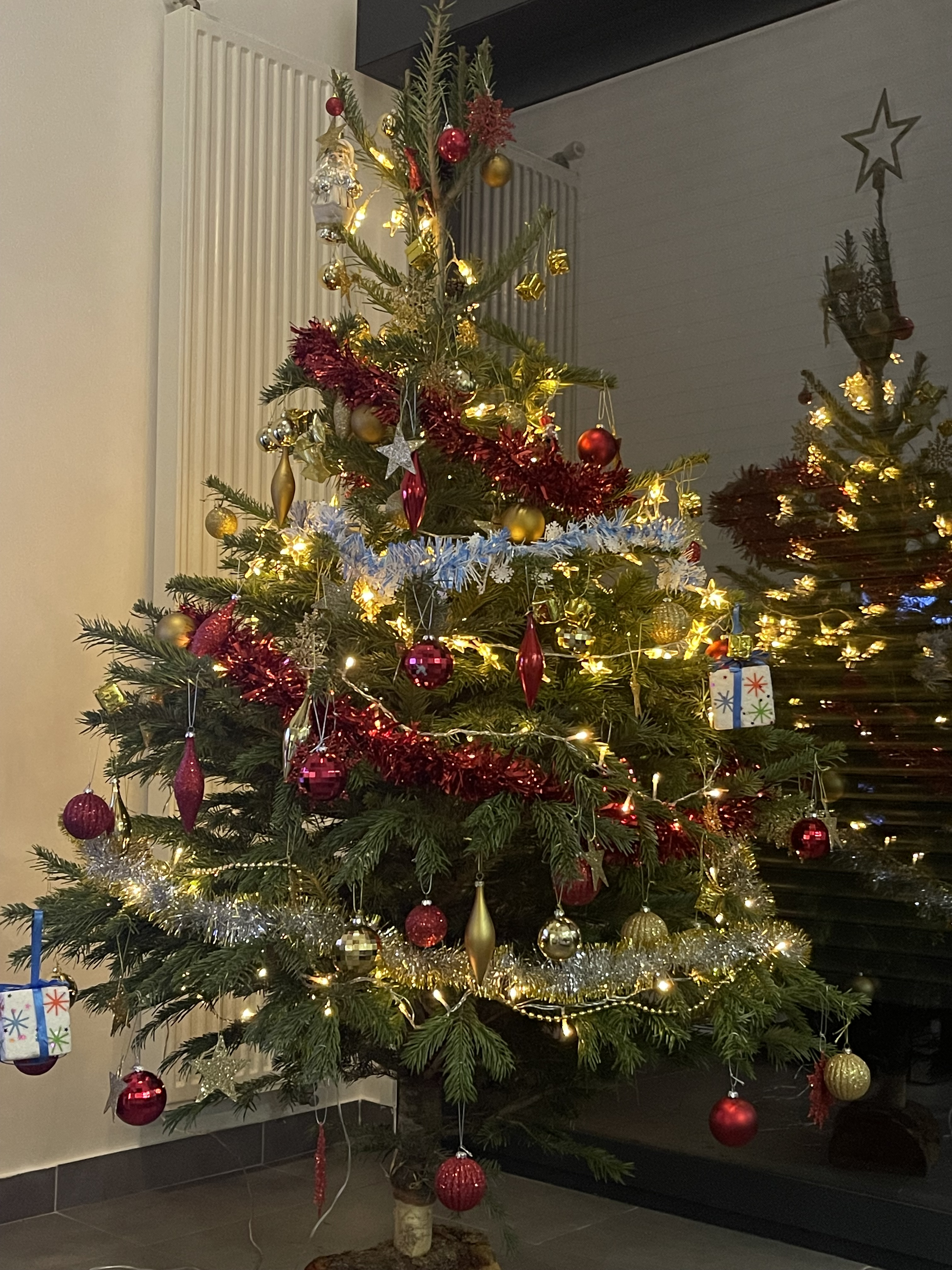
Sapin de Nordmann à Claye-Souilly (Seine-et-Marne) en 2021.
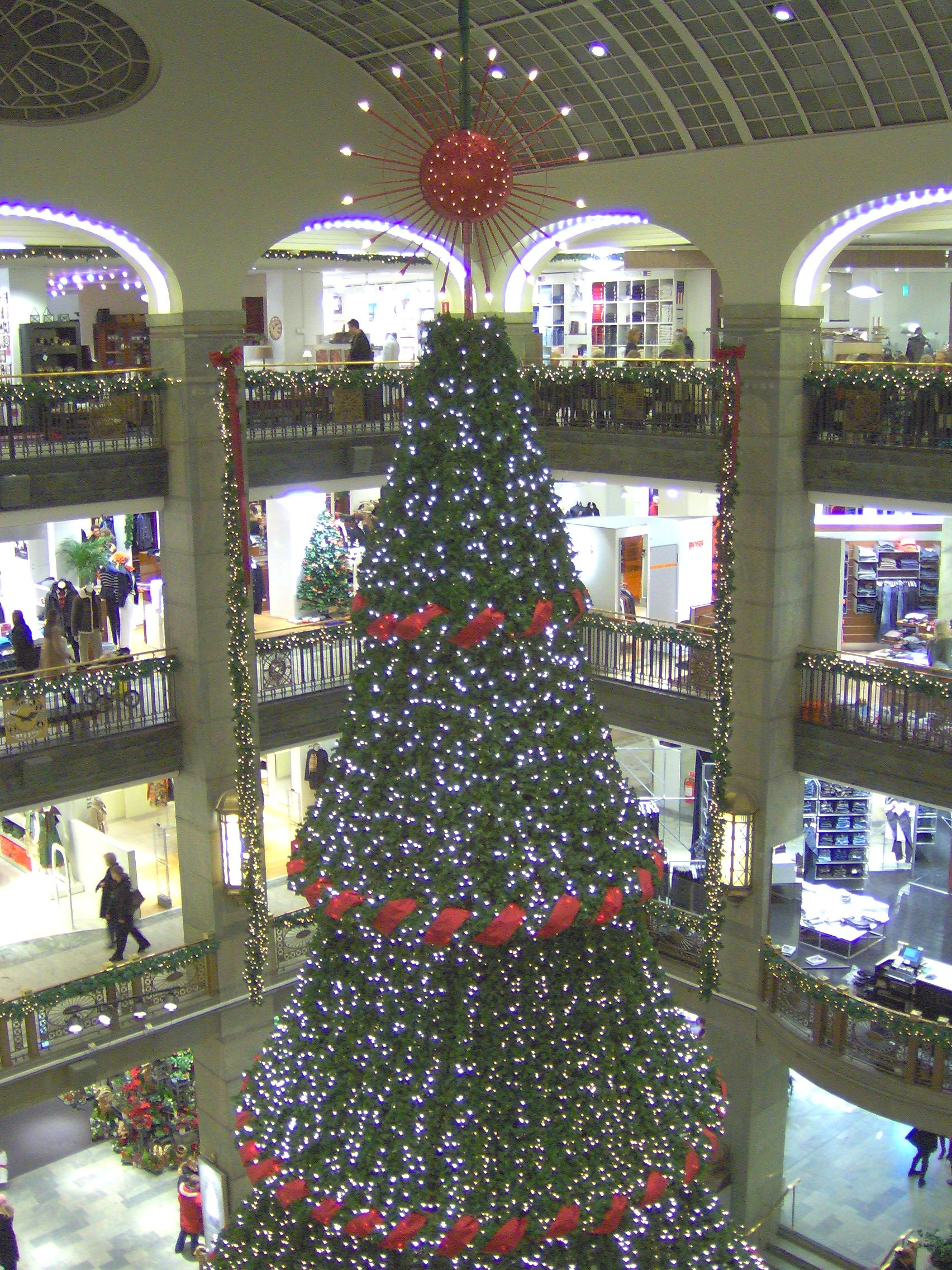
Sapin de Noël dans un centre commercial de Stockholm.
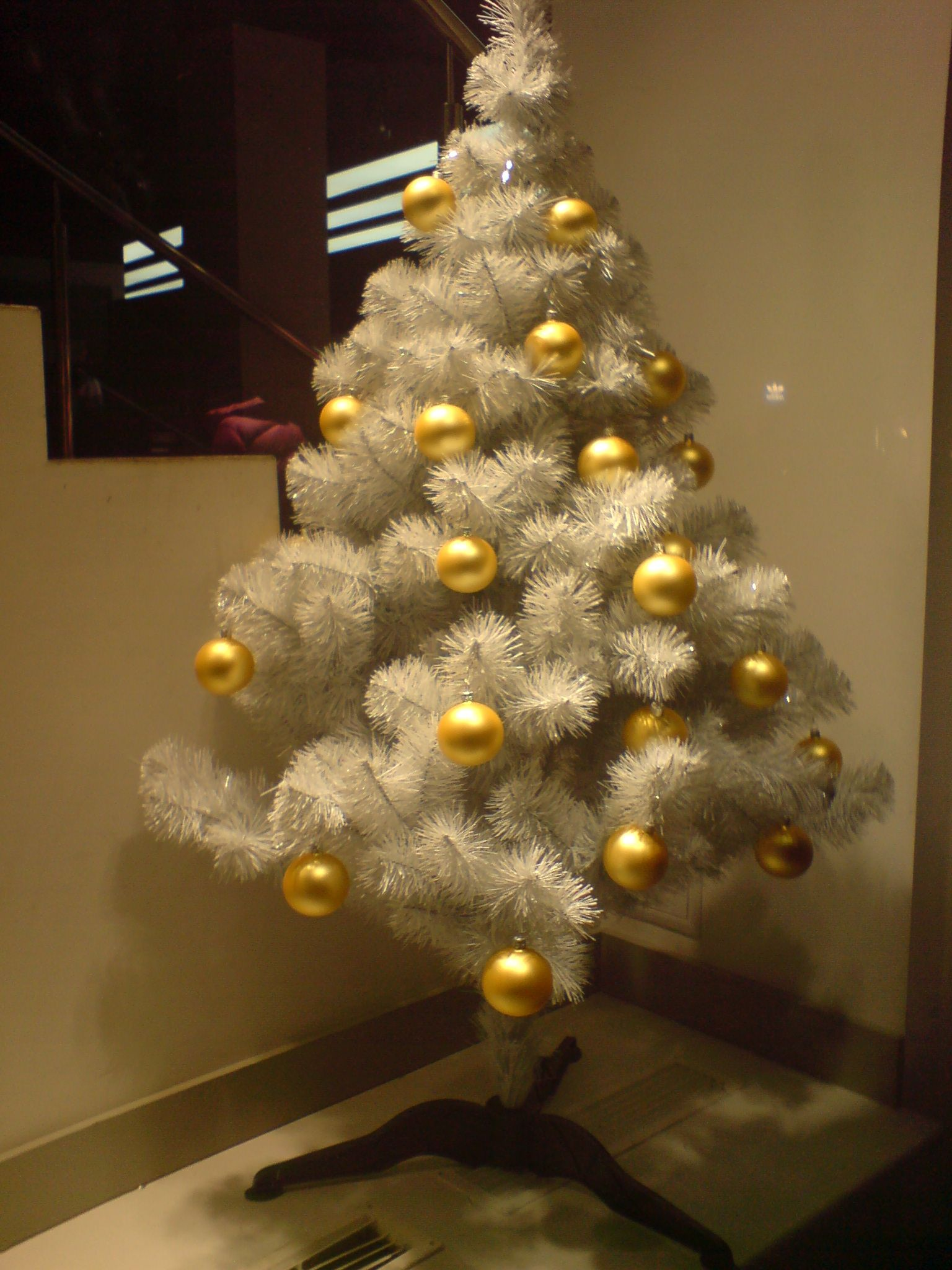
Sapin de Noël floqué.
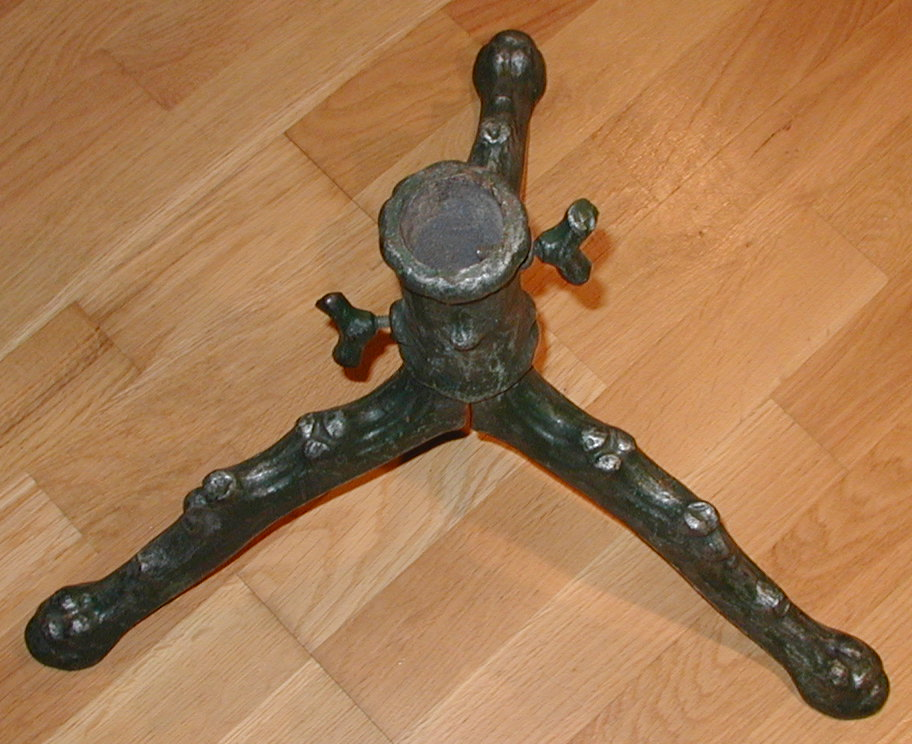
Support métallique pour sapin de Vienne.
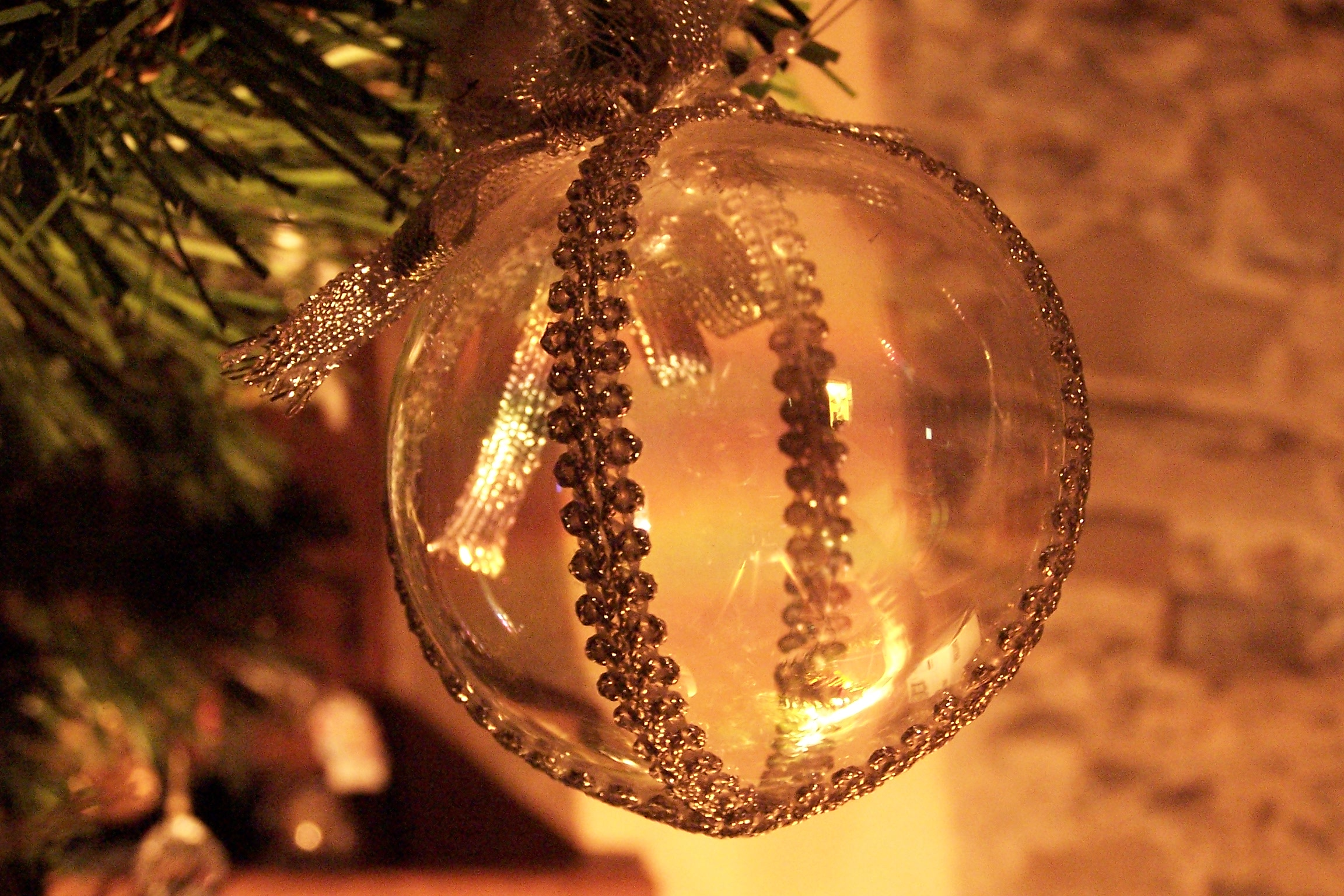
Une boule de Noël en verre transparent.
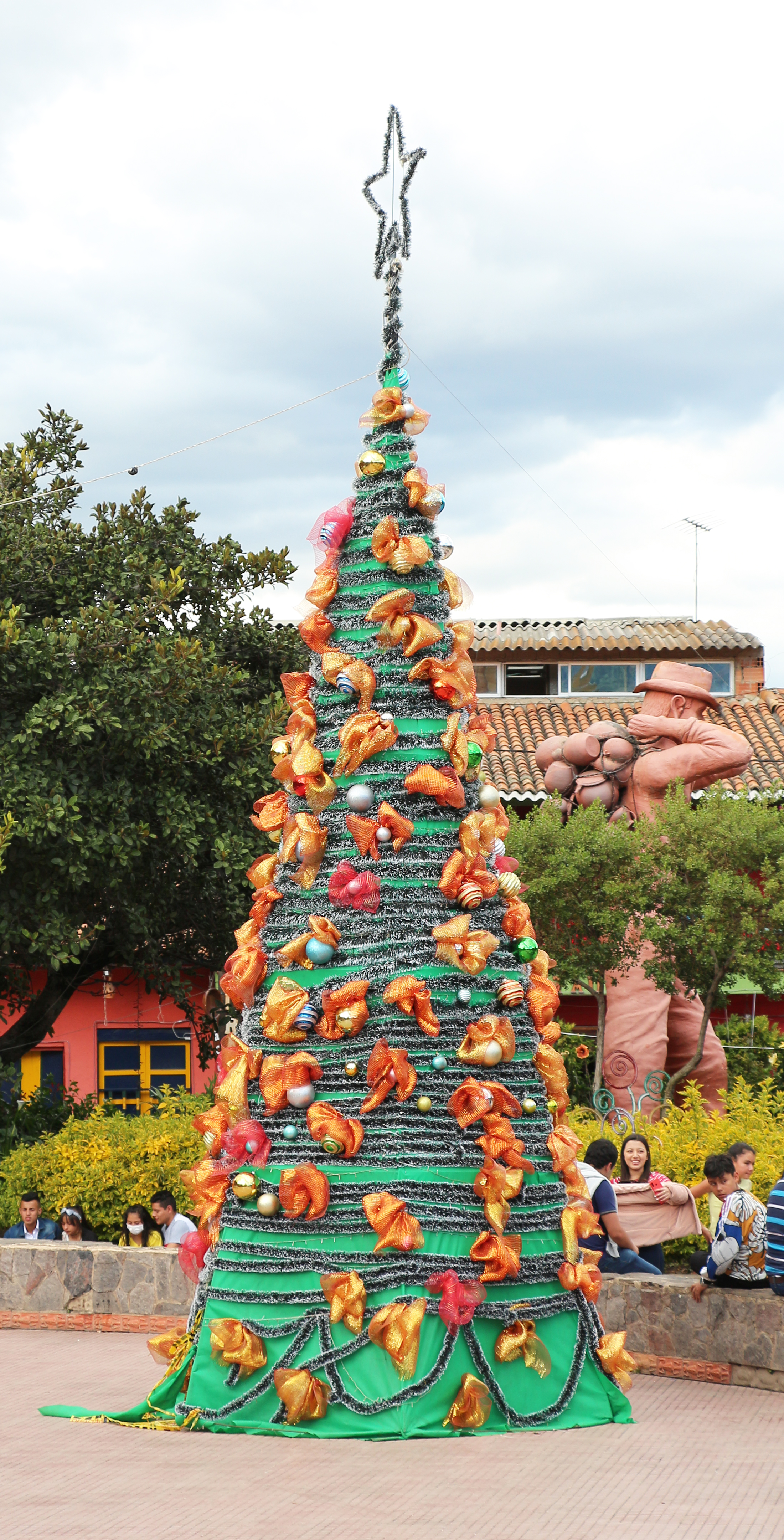
Sapin de Noël à Ráquira en Colombie.
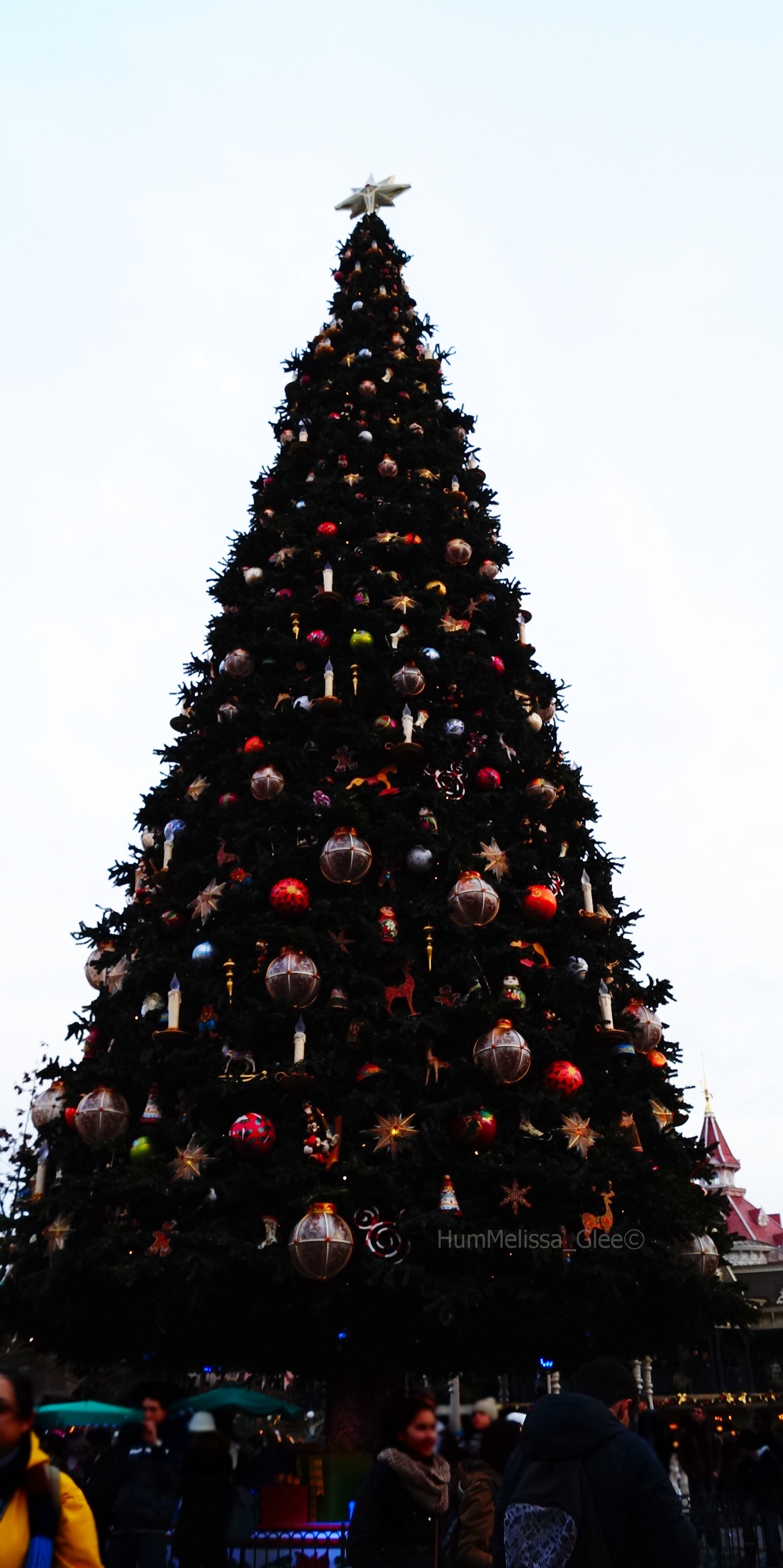
Sapin de Noël au Parc Disneyland (Paris).

### Recherche
- (en) David Bertaina, chap. 22 « Trees and Decorations », dans Timothy Larsen (éd.), The Oxford Handbook of Christmas, Oxford University Press, 2020 (ISBN 978-0-19-883146-4), p. 265-276.
- Alain Cabantous et François Walter, Noël : Une si longue histoire…, Paris, Payot, 2016 (ISBN 978-2-228-91760-5).
- (en) Bernd Brunner, Inventing the Christmas Tree, Yale University Press, 2012 (ISBN 9780300186529).
- (en) Joe Perry, Christmas in Germany : A Cultural History, University of North Carolina Press, 2010 (ISBN 978-0-8078-3364-3).
- (en) Bruce David Forbes, Christmas : A Candid History, University of California Press, 2007 (ISBN 0-5202-5104-0).
- (en) Joe Perry, « Nazifying Christmas : Political Culture and Popular Celebration in the Third Reich », Central European History, vol. 38, no 4,‎ 2005, p. 572–605 (ISSN 0008-9389, lire en ligne, consulté le 18 décembre 2022).
- (de) Alexander Demandt, Über allen Wipfeln : Der Baum in der Kulturgeschichte [« Au-dessus de chaque cime : L'arbre dans l'histoire culturelle »], Cologne, Böhlau, 2002 (ISBN 9783491961401).
- (en) Marie-Claire Lejeune, Compendium of symbolic and ritual plants in Europe, vol. I, University of Michigan, 2002 (ISBN 9-0771-3504-9).
- Martyne Perrot, Noël, Le Cavalier Bleu, 2002 (ISBN 978-2-84670-045-0), p. 83.
- (en) Karal Ann Marling, Merry Christmas ! : Celebrating America's greatest holiday, Harvard University Press, 2000 (ISBN 0-6740-0318-7).
- (en) Penne L. Restad, Christmas in America : A History, Oxford University Press, 1995 (ISBN 978-0195109801).
- Oscar Cullmann (trad. de l'allemand par Matthieu Arnold), La Nativité et l'arbre de Noël : Les origines historiques, Paris, Cerf, 1993 (ISBN 978-2204048392).
- (de) Sigrid Otto, Oh, Tannenbaum : Zur Geschichte des Weihnachtsbaums [« Oh, Tannenbaum : Sur l'histoire du sapin de Noël »], Berlin, Staatliche Museen Preußischer Kulturbesitz, 1992 (ISBN 9783886093069).

### Essais
- Claude Lévi-Strauss, « Le Père Noël supplicié », Les Temps Modernes, Gallimard, no 77,‎ 1952, p. 1572-1590 (lire en ligne)